# Werenfried van Straaten
Werenfried van Straaten o. praem. (ur. 13 stycznia 1913 w Mijdrecht w Holandii, zm. 31 stycznia 2003 w Bad Soden am Taunus) – holenderski ksiądz norbertanin, działacz charytatywny, założyciel organizacji Pomoc Kościołowi w Potrzebie. 

## Życiorys
W 1934 Werenfried van Straaten wstąpił do flamandzkiego klasztoru Norbertanów w Tongerlo. W roku 1940 przyjął święcenia kapłańskie.
W nocy 7 grudnia 1947 napisał artykuł świąteczny pod tytułem "Nie ma miejsca w gospodzie", w którym nawoływał okupowane narody do udzielania pomocy pokonanym Niemcom i do pojednania z byłym wrogiem. Był to moment narodzin organizacji "Kirche in Not-Ostpriesterhilfe". O. Werenfried zaczął od zbierania słoniny (dlatego nazywano go niemal pieszczotliwie "Speckpater" - "Ojciec Słonina"), potem zajął się motoryzacją księży. W roku 1952 założył „Kirche in Not” – Pomoc Kościołowi w Potrzebie (PKWP). W 1953 rozpoczął akcję pomocy przesiedleńcom niemieckim w budowie ich własnych domów. Po powstaniu ludowym na Węgrzech jesienią 1956 utworzył “Ostpriesterhilfe” – akcję pomocy prześladowanym księżom, zakonnikom i świeckim w Europie Wschodniej i Związku Radzieckim. Po spotkaniu z ks. kard. Stefanem Wyszyńskim w 1957 roku, ojciec Werenfried zapoczątkował pomoc dla Kościoła w Polsce. 
Założona przez niego organizacja Pomoc Kościołowi w Potrzebie ("Kirche in Not") zajmuje się niesieniem pomocy materialnej i duchowej. Od 1962 na prośbę papieża Jana XXIII rozszerzył swą pomoc na kraje "trzeciego świata". 
Od 1981 o. Werenfried nie kierował już pracami PKwP, jednak aż do śmierci pozostawał jej ojcem duchowym. Jeszcze na początku lat dziewięćdziesiątych na prośbę Jana Pawła II pojechał do Rosji, aby nawiązać kontakty z Kościołem prawosławnym. 
Zmarł 31 stycznia 2003 w Bad Soden am Taunus (Niemcy). Pochowano go na cmentarzu w Königstein im Taunus, gdzie mieści się główna siedziba założonego przez niego dzieła.

## Nagrody i wyróżnienia
- Europejska Nagroda Karola Ziomkostwa Sudeckoniemieckiego (1965)
- Wielki Order Zasługi Republiki Federalnej Niemiec (1981)[3].